# Сезёмов, Яков Валерьевич
Яков Валерьевич Сезёмов (14 марта 1992, Тюмень) — российский лыжник, призёр чемпионата России. Мастер спорта России.

## Биография
Представлял Тюменскую область. Тренер — А. Н. Иванов.
На юниорском уровне становился призёром II зимней Спартакиады молодежи России (2012), всероссийской зимней Универсиады (2012, 2013, 2016), первенства России среди молодёжи (2015).
Принимал участие в всемирной Универсиаде 2013 года в Италии. В гонке на 30 км финишировал 28-м, в скиатлоне — 28-м, в гонке на 10 км — 35-м.
На уровне чемпионата России завоевал серебряную медаль в 2016 году в эстафете в составе сборной Тюменской области. Становился победителем чемпионата Уральского федерального округа, призёром всероссийских соревнований.
В 2018 году завершил выступления в соревнованиях профессиональных лыжников. По состоянию на 2020 год принимал участие в паралимпийском Кубке мира по лыжному спорту в качестве спортсмена-ведущего.